# アトランティック・コースト・ライン鉄道

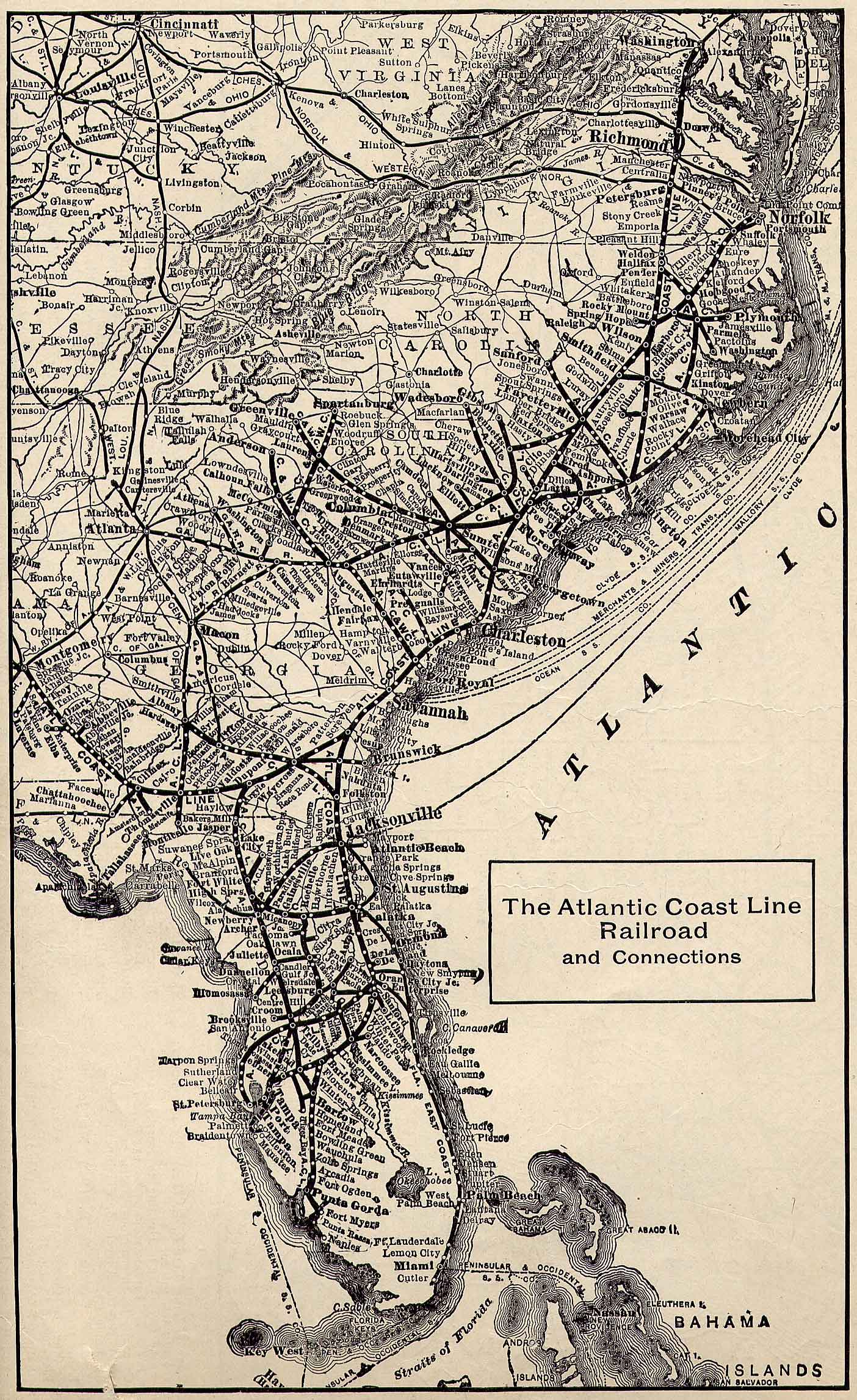
1914年の路線図。

アトランティック・コースト・ライン鉄道(アトランティック・コースト・ラインてつどう、Atlantic Coast Line Railroad、略称ACL)は、1898年から1967年7月1日にかけてアメリカ合衆国に存在した鉄道運営組織である。1967年に、競合相手であったシーボード・エア・ライン鉄道(SAL)と合併し、シーボード・コースト・ライン鉄道となった。本社は1961年まではノースカロライナ州ウィルミントン、以降はフロリダ州ジャクソンビルにあった。その後も合併を繰り返し、現在はCSXトランスポーテーションの一部となっており、その本社はジャクソンビルのままである。

## 歴史
ACLは、1889年5月29日にバージニア州リッチモンドからノーフォーク、またジョージア州オーガスタまでの鉄道の持株会社として設立された。

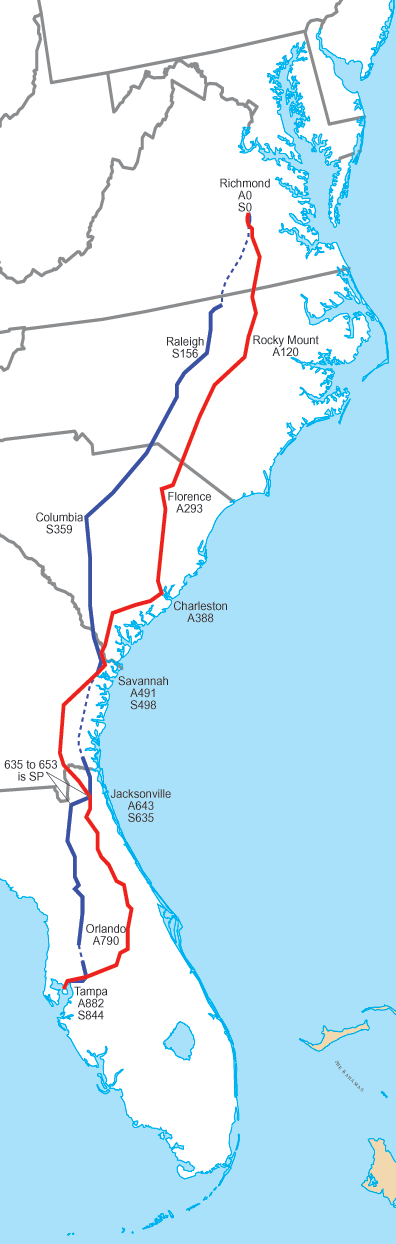
ACLとSALの幹線。のちにCSXのA線、S線となる。

幹線(現CSXのAライン)を形成した、元々の鉄道と開業区間は下記の通りである。
- リッチモンド・アンド・ピーターズバーグ鉄道 - バージニア州リッチモンド〜ピーターズバーグ
- ピーターズバーグ鉄道 - ピーターズバーグ〜ノースカロライナ州ウェルドン
- ウィルミントン・アンド・ウェルドン鉄道 - ウェルドン〜ウィルソン
- ウィルソン・アンド・ファイエットビル鉄道 - ウィルソン〜ノースカロライナ州／サウスカロライナ州境
- フローレンス鉄道 - 州境〜サウスカロライナ州ピーディー
- ウィルミントン・アンド・マンチェスター鉄道 - ピーディー〜フローレンス
- ノースイースタン鉄道 - フローレンス〜チャールストン
- プラント・システム鉄道：
  - アシュレイ・リバー鉄道 - チャールストン周辺
  - チャールストン・アンド・サバンナ鉄道 - チャールストン〜ジョージア州サバンナ
  - アトランティック・アンド・ガルフ鉄道 - サバンナ〜ジェサップ
  - フォークストン・カットオフ - ジェサップ〜フォークストン
  - ウェイクロス・アンド・フロリダ鉄道 - フォークストン〜ジョージア州／フロリダ州境
  - イースト・フロリダ鉄道 - 州境〜フロリダ州ジャクソンビル
  - ジャクソンビル・タンパ・アンド・キー・ウェスト鉄道 - ジャクソンビル〜サンフォード
  - サウス・フロリダ鉄道 - サンフォード〜タンパ

### ノースカロライナ州
特記以外の地名はノースカロライナ州。
1835年、ウィルミントン・アンド・ローリー鉄道の建設認可が下り、1840年にウィルミントンから、その北方のウェルドンまで開通した。ウェルドンではバージニア州ピーターズバーグに至るピーターズバーグ鉄道に接続した。ピーターズバーグ鉄道は1855年にウィルミントン・アンド・ウェルドン鉄道と改称した。
1846年、ウィルミントン・アンド・マンチェスター鉄道の建設認可が下り、1853年にウィルミントンから西へ向かい、サウスカロライナ州カムデン・クロッシングに至る路線が開業した。カムデン・クロッシングは、サウス・カロライナ鉄道のカムデンに至る支線にある。南北戦争の後、ウィルミントン・コロンビア・アンド・オーガスタ鉄道へと再編され、1873年からコロンビアへの路線が開業した。しかし、オーガスタへは到達しなかった。
1872年、ウィルミントン・コロンビア・アンド・オーガスタ鉄道はウィルミントン・アンド・ウェルドン鉄道をリースし、ウィルミントンまでの直通を開始した。それは、アトランティック・コースト・ラインという名称で宣伝された。このリース契約はウィルミントン・コロンビア・アンド・オーガスタ鉄道の破綻により1878年に終了し、同鉄道は翌年売却され、1880年、同じ名称で再建された。
ウィルミントン・アンド・ウェルドン鉄道は、長年に渡り、いくつもの鉄道を吸収してきた。特記すべきものとして、ウィルソン・アンド・ファイエットビル鉄道がある。この鉄道は、ウィルソン付近からファイエットビルを通ってウィルミントン・コロンビア・アンド・オーガスタ鉄道のサウスカロライナ州ピーディーまでを短絡するもので、サウスカロライナ州においてはフローレンス鉄道として建設認可が下りていたものであった。

### サウスカロライナ州
特記以外の地名はサウスカロライナ州。

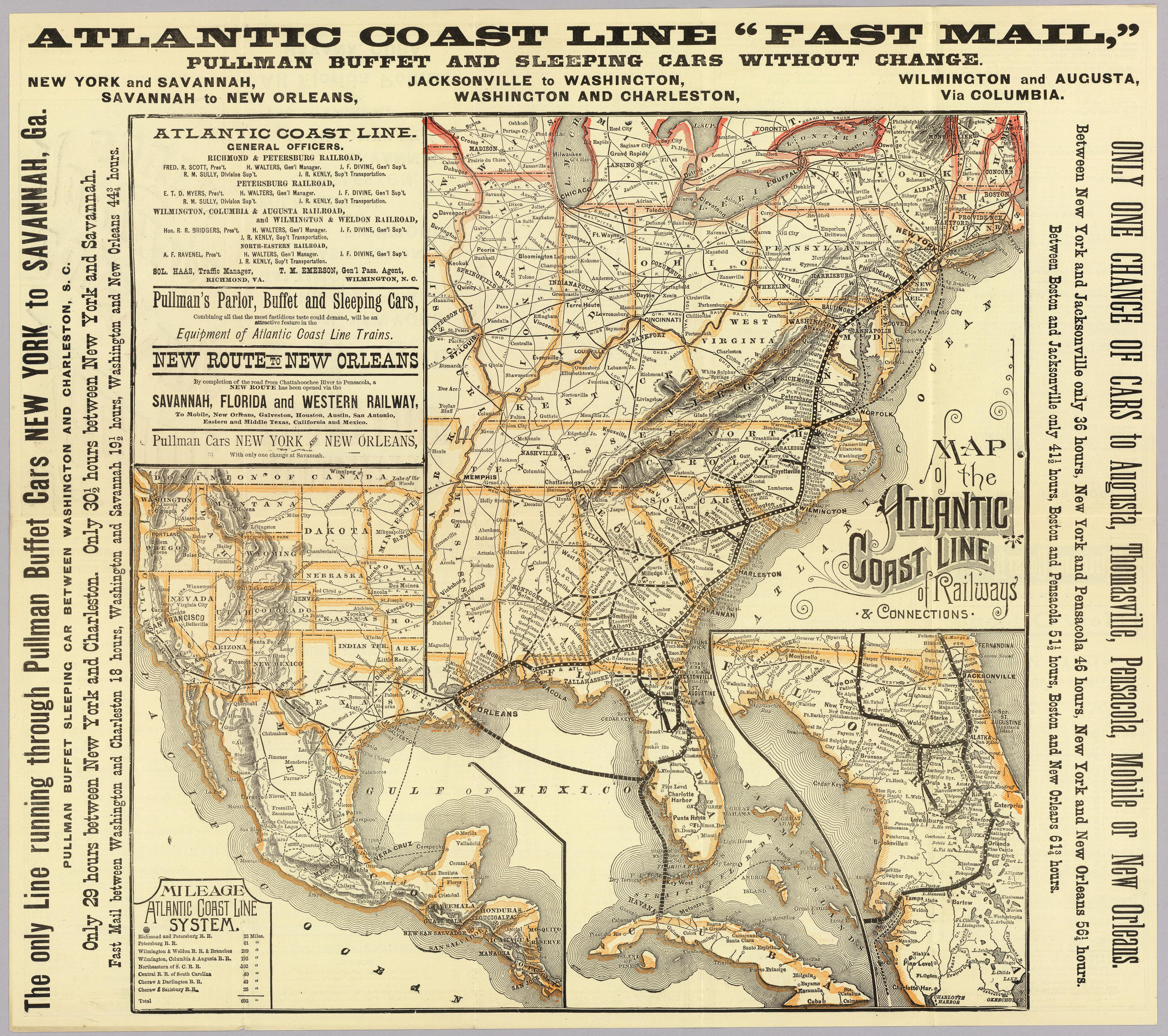
1885年の路線図。

1851年、ノースイースタン鉄道の建設認可が下り、1856年に開業した。この鉄道はチャールストンから北上し、フローレンスに至るもので、ウィルミントン・アンド・マンチェスター鉄道に接続した。また、セントラル鉄道が、この路線のレーンから北西のサムターに向かい、ウィルミントン・コロンビア・アンド・オーガスタ鉄道に接続する路線を1882年に開業した(建設認可は1881年)。同鉄道は、開業時より接続するふたつの鉄道にリースされていた。
1898年7月18日、そのふたつの鉄道を中心にいくつかの鉄道が合併し、アトランティック・コースト・ライン・レールロード・オブ・サウス・カロライナが設立された。
- フローレンス鉄道は1882年に建設認可が下り、それはウィルソン・アンド・ファイエットビル鉄道に引き継がれ、ウィルソンからほぼ一直線に南西に向かい、ピーディーに至る鉄道であった。
- チロー・アンド・ダーリントン鉄道は、1849年に建設認可、1853年に開業した鉄道である。フローレンスから北上し、ダーリントンを経てチローに至る。同鉄道は、1892年に、さらに北上してウェーズボロに至るチロー・アンド・ソールズベリー鉄道を吸収した。
- マンチェスター・アンド・オーガスタ鉄道(M&A)は1875年に建設認可、サムターから南西のデンマークまでの路線として建設された。1899年6月30日、ACLはロビンスで西南西に向かうチャールストン・アンド・ウェスタン・カロライナ鉄道との直通を開始した。

セントラル鉄道は合併されず、リースのままであった。
チャールストン・サムター・アンド・ノーザン鉄道もこの合併に含まれるが、チャールストンからサムターを通ってノースカロライナ州に至る幹線の建設計画は失敗した。同鉄道は1892年に倒産し、さらにサンティー川の橋が焼失してしまった。1895年、ACLは同鉄道を買収、チャールストン・アンド・ノーザン鉄道に再編し、競合する鉄道に同鉄道の路線を使用されるのを防いだ。短距離の路線であるウィルソン・アンド・サマートン鉄道はサムターの南側の路線を得る一方、M&Aは焼け落ちた橋から切り離された南端部と、サムターから北東のダーリントンへの部分を得た。チロー・アンド・ダーリントン鉄道は、残る部分、すなわちダーリントンからノースカロライナ州ギブソンまでの区間を得た。ウィルソン・アンド・サマートン鉄道以外はすべて1898年にACLの一部となった。ウィルソン・アンド・サマートン鉄道は翌年、ノースウェスタン鉄道へと改称し、ACLの援助を受けつつサムターからカムデンへの建設をすすめ、1901年に開業した。
1899年8月、ACLは、前年にルイビル・アンド・ナッシュビル鉄道がその株式を100％を保有していたジョージア鉄道銀行の株の半数を取得。これにより、ACLはかつてM&Aとジョージア鉄道だった部分の路線を使用してジョージア州アトランタ、メーコンへと接続した。
1899年までに、ACLはまたチャールストン・アンド・ウェスタン・カロライナ鉄道を取得した。この鉄道は、サウスカロライナ州南端のポートロイヤルから北西に向かい、アンダーソン、グリーンビル、スパルタンバーグを終点とする鉄道であった。

### バージニア州
特記以外の地名はバージニア州。
ピーターズバーグから南下して、ノースカロライナ州ゲーリーズバーグ(ウェルドンのすぐ北)とを結ぶピーターズバーグ鉄道は、1830年に建設認可、1833年に開業した。ゲーリーズバーグからは、シーボード・アンド・ロアノーク鉄道を経由してウェルドンへと列車を運行していた(のちに、鉄道会社の合従連衡により、この乗り入れの形は変わった)。
ピーターズバーグから北のリッチモンドへと向かうリッチモンド・アンド・ピーターズバーグ鉄道は、1836年に建設認可、1838年に開業した。
1898年3月、リッチモンド・アンド・ピーターズバーグ鉄道はピーターズバーグ鉄道を吸収し、11月21日にアトランティック・コースト・ライン・レールロード・オブ・バージニアと改称した。
ノーフォーク・アンド・カロライナ鉄道は、1887年にチョワン・アンド・サザン鉄道として建設認可されたものを1889年に改称し、翌1890年に開業した。区間は、ウィルミントン・アンド・ウェルドン鉄道のノースカロライナ州ターボロに向かう支線から北東に向かい、ハンプトン・ローズのピナーズ・ポイントまでであった。

### フロリダ州とジョージア州
かの地では、フロリダ州西岸の開発者、ヘンリー・B・プラントが設立した鉄道と蒸気船のネットワークであるプラント・システムがあった。1899年にプラントが死去し、1902年にはACLがプラント・システムを買収した。もともとの路線は、サバンナ・フロリダ・アンド・ウェスタン鉄道であり、ジョージア州南部を通っていた。

### ACLの形成とその後の買収履歴

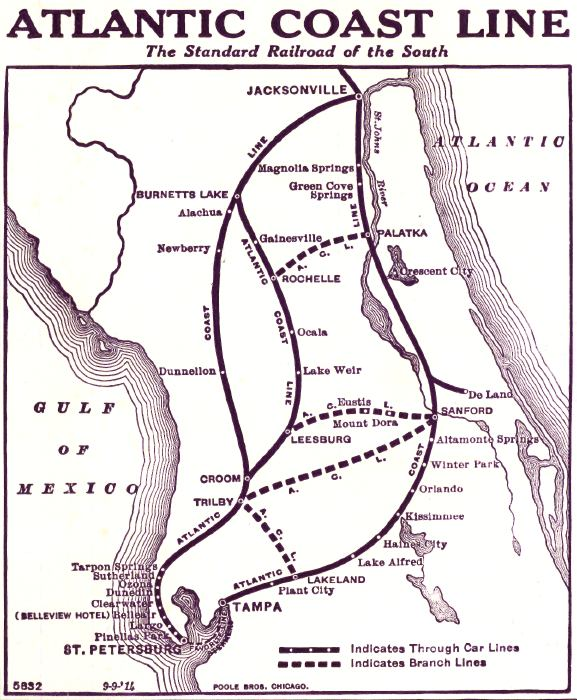
1914年のフロリダ南部の路線図。

1900年4月21日、サウスカロライナとバージニアの会社を統合し、アトランティック・コースト・ライン鉄道は設立された。
1902年、ACLはプラント・システムを買収。路線網は、サウスカロライナ州チャールストンからジョージア州サバンナを通り同州ウェイクロスに至り、また同所から同州オールバニーを経てアラバマ州モンゴメリーに至る支線、そしてフロリダ半島の路線であった。
1904年7月28日、ジャクソンビル・アンド・サウスウェスタン鉄道を買収した。同鉄道は、ジャクソンビルから南西のニューベリーに向かう鉄道であった。そのころACLは、プラントシステムのふたつの路線を結び、ゲーンズビル周辺をショートカットしてフロリダ西岸に至るための路線、すなわちフロリダ州ハイスプリングスから南下し、ジュリエッタに至る路線の建設を開始した。
1902年11月1日、ルイビル・アンド・ナッシュビル鉄道を買収。しかし、運営は統合せず、それぞれ独立して行われた。
1903年、ジョージア州クライマックス〜アムスターダム間が開業した。
1912年7月1日、ACLはコンウェイ・コースト・アンド・ウェスタン鉄道を買収。サウスカロライナ州のマートルビーチへのアクセスを可能とした。
1913年10月15日、ACLはフロリダ州の短距離路線、サンフォード・アンド・エバーグレーズ鉄道を買収した。
1915年2月27日、フロリダ州のファンルーへの路線であるフロリダ・セントラル鉄道を買収。
1922年、ロッキングハム鉄道を買収。同鉄道は、チャールストン・サムター・アンド・ノーザン鉄道を継承したもので、ノースカロライナ州ギブソンから同州ロッキングハムまで路線を拡大していた。
同年、ACLはバージニア・アンド・カロライナ・サザン鉄道をリース。同鉄道はノースカロライナ州ファイエットビルとランバートンおよびエリザベスタウンを結んでいた。
1925年7月1日、ACLはムーア・ヘブン・アンド・クルーイストン鉄道を買収。また、1928年12月8日、エバーグレーズシティのメキシコ湾の港からディープ・レークに至るディープ・レーク鉄道を買収。これらは、幹線のハイネスシティからエバーグレーズシティへのショートカット路線、そしてムーア・ヘブン、クルーイストンを経由してオキーチョビー湖のレーク・ハーバーに至る支線となった。
1925年にはまた、フォート・マイヤーズ・サザン鉄道をリースしている。この鉄道はフロリダ・サザン鉄道の路線をフォート・マイヤーズからマルコへと延伸した鉄道である。同年、タンパ東武のウセタ操車場からサラソタを経由してフォート・オグデンに至るタンパ・サザン鉄道もリースした。
1926年11月22日、コロンビア・ニューベリー・アンド・ローレンス鉄道を買収。同鉄道は旧ウィルミントン・コロンビア・アンド・オーガスタ鉄道の終点、コロンビアから北西のローレンスに至る路線であった。
同日、ACLはアトランティック・バーミングハム・アンド・アトランティック鉄道を改組し、アトランタ・バーミングハム・アンド・コースト・鉄道を設立。ウェイクロスからアトランタ、バーミングハムへの路線と、ブランズウィックへの支線を得た。
1927年5月1日、ACLは、旧ウィルミントン・アンド・ウェルドン鉄道の、ノースカロライナ州ワシントンから南東のバンデミアへの支線だったワシントン・アンド・バンデミア鉄道をリースした。
1928年、ジョージア州トーマスビルからフロリダ州ペリーを通り、ダネロンに至るペリー・カットオフが完成した。同線には、ニューベリーへの支線も含む。加えて、旧タンパ・アンド・トノトサッサ鉄道がトノトサッサからビティスまで延長され、タンパと新たなフロリダ西岸の路線のショートカットとなった。
ACLはターボロからホーカートンに至るイースト・カロライナ鉄道を買収した。

### シーボード・コースト・ライン鉄道、そしてCSXへ
1967年7月1日、ACLはシーボード・エア・ライン鉄道(SAL)と合併した。ACLとSALは長年ライバル関係にあったが、合併後、シーボード・コースト・ライン鉄道(SCL)となった。1969年には持株会社シーボード・コースト・ライン・インダストリー(SCI)が設立された。SCIは1971年にルイビル・アンド・ナッシュビル鉄道(L&N)を買収し、SCLとあわせてファミリー・ラインと呼ばれる鉄道網を形成した。持株会社はSCIひとつであったが、各鉄道は独立して運営された。
1980年、SCIは、チェサピーク・アンド・オハイオ鉄道(C&O)やボルチモア・アンド・オハイオ鉄道(B&O)の持株会社であったチェシー・システムと合併し、持株会社CSXコーポレーションとなった。この時点でも、各鉄道会社の運営は独立して行われていた。
1982年12月29日、SCLとL&Nは合併し、シーボード・システム鉄道(SBD)となった。1980年代には元々チェシー・システムが保有していた鉄道会社が合併を繰り返したが、その間、1986年7月1日にはSBDがCSXトランスポーテーション(CSXT)と改名。のちに、元チェシー・システム傘下の鉄道がそこに加わり、現在の持株会社＝CSXコーポレーション、鉄道＝CSXトランスポーテーション、という関係に整理された。